# Lázeňský pohár
Lázeňský pohár je fotbalový turnaj, jehož se účastní mužstva jednotlivých lázeňských obcí a měst na území České republiky, kteří mají fotbalové mužstvo začleněné ve strukturách Fotbalové asociace České republiky.

## Historie
První ročník turnaje se uskutečnil v roce 1978. Dne 8. srpna 1977 rozeslal tehdejší tajemník SK Janské Lázně do deseti lázeňských měst v Československu. Ze sedmi z nich se mu vrátila kladná odpověď a turnaj nazvaný Lázeňský pohár tak mohl začít. Poprvé se uskutečnil ve dnech 5. a 6. srpna v Janských Lázních na stadionu V Klusu a utkaly se v něm týmy:
- Františkových Lázní
- Konstantinových Lázní
- Lázní Bělohrad
- Mariánských Lázní
- Třeboně
- Velichovek
- Janských Lázní
- Železnice

Mužstva byla na počátku turnaje losem rozdělena do dvou skupin a v rámci každé skupiny sehrála utkání s každým ze svých soupeřů. Pak se sestavila tabulka a vítězové skupin spolu hráli o vítězství v turnaji, mužstva na druhých místech o celkové třetí místo, mužstva na třetích místech o závěrečné páté místo a poslední mužstva ve skupinách si to vzájemně rozdala o místo sedmé. Vítězem turnaje se stalo mužstvo Františkových Lázní a obdrželo putovní pohár, který pro tento turnaj nechaly vyrobit Československé státní lázně Janské Lázně.

## Výsledky turnajů
| Ročník | Rok          | Vítěz               | Skóre finále           | Poražený finalista         | Pořadatel           |
| ------ | ------------ | ------------------- | ---------------------- | -------------------------- | ------------------- |
| 1.     | 1978 Detaily | Františkovy Lázně   |                        | Třeboň                     | Janské Lázně        |
| 2.     | 1979 Detaily | Rudolfova Huť Dubí  | 2 : 1                  | Třeboň                     | Třeboň              |
| 3.     | 1980 Detaily | Třeboň              | 0 : 0 3 : 2 na penalty | Velké Losiny               | Janské Lázně        |
| 4.     | 1981 Detaily | Třeboň              | 4 : 0                  | Velké Losiny               | Železnice           |
| 5.     | 1982 Detaily | Třeboň              | 2 : 1                  | Velké Losiny               | Lázně Bělohrad      |
| 6.     | 1983 Detaily | Konstantinovy Lázně | 3 : 0                  | Železnice                  | Konstantinovy Lázně |
| 7.     | 1984 Detaily | Velké Losiny        | 4 : 0                  | Velichovky                 | Velké Losiny        |
| 8.     | 1985 Detaily | Třeboň              | 1 : 0                  | Velichovky                 | Velichovky          |
| 9.     | 1986 Detaily | Velké Losiny        | 0 : 0 3 : 2 na penalty | Třeboň                     | Třeboň              |
| 10.    | 1987 Detaily | Velké Losiny        | 1 : 0                  | Třeboň                     | Janské Lázně        |
| 11.    | 1988 Detaily | Třeboň              | 4 : 0                  | Velké Losiny               | Lázně Bělohrad      |
| 12.    | 1989 Detaily | Lázně Bělohrad      | 0 : 0 4 : 3 na penalty | Třeboň                     | Lázně Toušeň        |
| 13.    | 1990 Detaily | Železnice           | -                      | Třeboň Konstantinovy Lázně | Konstantinovy Lázně |
| 14.    | 1991 Detaily | Velké Losiny        | 2 : 0                  | Velichovky                 | Železnice           |
| 15.    | 1992 Detaily | Železnice           | 5 : 1                  | Velichovky                 | Velké Losiny        |
| 16.    | 1993 Detaily | Lázně Bělohrad      | 1 : 0                  | Velké Losiny               | Lázně Bělohrad      |
| 17.    | 1994 Detaily | Železnice           | 2 : 1                  | Velké Losiny               | Mariánské Lázně     |
| 18.    | 1995 Detaily | Železnice           | 4 : 1                  | Lázně Bělohrad             | Velichovky          |
| 19.    | 1996 Detaily | Velké Losiny        | 4 : 0                  | Mariánské Lázně            | Lázně Toušeň        |
| 20.    | 1997 Detaily | Lázně Bělohrad      | 2 : 2 5 : 4 na penalty | Železnice                  | Janské Lázně        |
| 21.    | 1998 Detaily | Velké Losiny        | 2 : 0                  | Lázně Bělohrad             | Konstantinovy Lázně |
| 22.    | 1999 Detaily | Velké Losiny        | 3 : 1                  | Železnice A                | Železnice           |
| 23.    | 2000 Detaily | Železnice           | 1 : 1 4 : 3 na penalty | Luhačovice                 | Janské Lázně        |
| 24.    | 2001 Detaily | Velké Losiny        | 3 : 0                  | Konstantinovy Lázně        | Velké Losiny        |
| 25.    | 2002 Detaily | Jeseník             | 4 : 0                  | Mšené-lázně                | Lázně Bělohrad      |
| 26.    | 2003 Detaily | Luhačovice          | 3 : 0                  | Jeseník                    | Luhačovice          |
| 27.    | 2004 Detaily | Luhačovice          | 2 : 0                  | Konstantinovy Lázně        | Velichovky          |
| 28.    | 2005 Detaily | Klimkovice A        | 2 : 2 4 : 3 na penalty | Luhačovice                 | Klimkovice          |
| 29.    | 2006 Detaily | Lázně Bělohrad      | 1 : 1 5 : 4 na penalty | Železnice                  | Železnice           |
| 30.    | 2007 Detaily | Lázně Bělohrad      | 4 : 1                  | Janské Lázně               | Janské Lázně        |
| 31.    | 2008 Detaily | Luhačovice          | 2 : 0                  | Klimkovice                 | Luhačovice          |
| 32.    | 2009 Detaily | Klimkovice          | 1 : 1 2 : 1 na penalty | Luhačovice                 | Velichovky          |
| 33.    | 2010 Detaily | Luhačovice          | 1 : 1 6 : 5 na penalty | Klimkovice                 | Mšené-lázně         |
| 34.    | 2011 Detaily | Lázně Bělohrad      | 4 : 0                  | Konstantinovy Lázně A      | Konstantinovy Lázně |
| 35.    | 2012 Detaily | FK Luhačovice       | 1 : 0                  | FK Lázně Bělohrad-Pecka    | Lázně Bělohrad      |

1. ↑  Po inzultaci rozhodčího během finálového zápasu hráčem Třeboně byl tento tým suspendován a na celkové druhé místo v turnaji se dostalo mužstvo Konstantinových Lázní.